# Лёфгрен, Йёста (финский футболист)
Йёста Бернхард Лёфгрен (фин. Gösta Bernhard Löfgren; 30 сентября 1891, Гельсингфорс — 21 февраля 1932, Хельсинки) — финский футболист, игравший на позиции защитника. Участник летних олимпийских игр 1912 года.

## Клубная карьера
Лёфгрен карьеру свою провёл, играя за «Унитас» и ХИФК. Он был в составе «Унитаса», который стал первым национальным чемпионом в истории Финляндии.

## Международная карьера
Дебют за национальную сборную Финляндии состоялся 22 октября 1911 года в товарищеском матче против Сборной Швеции. Этот матч также считается первым в истории самой финской сборной. Был включен в состав на летние Олимпийские игры 1912 в Стокгольме. Всего за сборную Лёфгрен провёл 6 матчей.

## Достижения
- Чемпион Финляндии: 1908